# Margit Bara

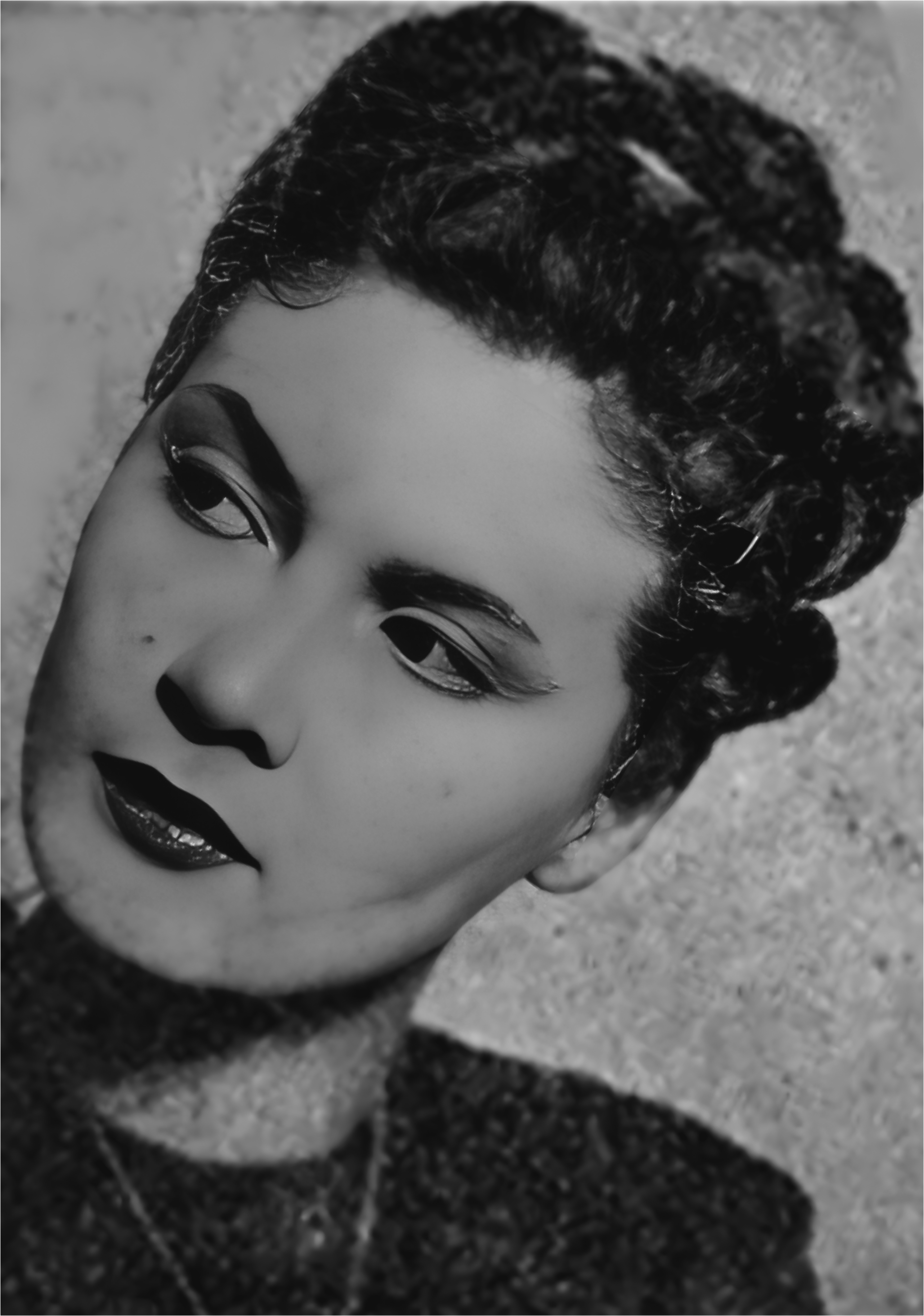
Margit Bara (1954)

Margit Bara (anhörenⓘ; * 21. Juni 1928 in Cluj, Rumänien; † 25. Oktober 2016 in Budapest) war eine ungarische Schauspielerin. Sie wirkte sowohl als Bühnen- wie auch als Filmschauspielerin.

## Leben
Bara wuchs in einer zweisprachigen Familie in Cluj auf, ihr Vater arbeitete in einer Lederfabrik. Schon während des Besuchs der Mittelschule hatte sie Statistenrollen am Ungarischen Theater der Stadt. Von 1945 an war sie für zehn Jahre als Schauspielerin an diesem Theater tätig. In dieser Zeit besuchte sie für ein Jahr die Schauspielakademie und lernte ihren ersten Mann, den Schauspieler Géza Halász kennen. Mit ihm siedelte sie 1955 in die ungarische Hauptstadt Budapest über. Dort wirkte sie von 1955 bis 1957 am Petőfi-Theater (Petőfi Színház), von 1957 bis 1966 am Nationaltheater (Nemzeti Színház) und von 1966 bis 1978 am Attila-József-Theater (József Attila Színház). Nach dem Tod ihres ersten Mannes heiratete sie 1964 Dezső Gyarmati. Von 1970 bis 1972 lebte sie mit ihrer Familie in Kolumbien.
Neben ihrer Tätigkeit am Theater wirkte sie als Darstellerin in verschiedenen Spiel- und Fernsehfilmen mit.

## Bühnenrollen (Auswahl)
- Anna (László Németh: Villámfénynél)
- Elisabeth (Friedrich Schiller: Don Karlos)
- Kupawina (Alexander Nikolajewitsch Ostrowski: Wölfe und Schafe)
- Lisa (Lew Nikolajewitsch Tolstoi: Der lebende Leichnam)
- Mascha (Anton Pawlowitsch Tschechow: Drei Schwestern)
- Melita (Miroslav Krleža: Leda)
- Rhédey Eszter (Zsigmond Móricz: Úri muri)

## Filmografie (Auswahl)
- Szakadék, 1956
- Bakaruhában, 1957
- Szegény gazdagok, 1959

## Auszeichnungen
Bara erhielt eine Reihe von Preisen und wurde 2012 zur Ehrenbürgerin von Budapest ernannt.